# Arrondissement de Forbach
L'arrondissement de Forbach est une ancienne division administrative française, du département de la Moselle en région Lorraine.
Le 1er janvier 2015, il est fusionné avec l'arrondissement de Boulay-Moselle pour constituer le nouvel Arrondissement de Forbach-Boulay-Moselle.

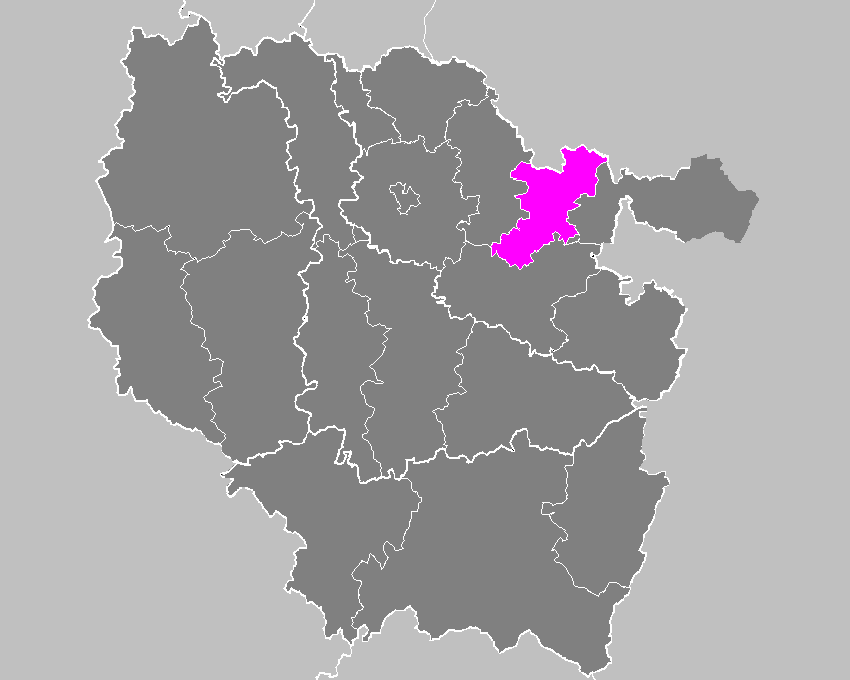
Situation de l'arrondissement dans la région Lorraine.

## Composition
L'arrondissement de Forbach était composé de sept cantons :
- canton de Behren-lès-Forbach
- canton de Forbach
- canton de Freyming-Merlebach
- canton de Grostenquin
- 1er canton de Saint-Avold
- 2e canton de Saint-Avold
- canton de Stiring-Wendel

## Administration
Liste des sous-préfets de l’arrondissement
- 1990-1991 : Régis Guyot[2].
- 1991-1994 : Dominique Varangot[3]
- 1994-1995 : Paul Ambrosini[3]
- 1995-.... : Bernard Le Menn[4]
- 2002-2008 : Guy Tardieu[5]
- 2008-2011: Sylvie Houspic[6]
- 2011-... : Michel Heuzé[7]